# زيان
قرية زيان هي إحدى القرى التابعة لمركز الستاموني في محافظة الدقهلية في جمهورية مصر العربية. حسب إحصاءات سنة 2006، بلغ إجمالي السكان في زيان 7578 نسمة، منهم 3911 رجل و3667 امرأة.